# Żyły tchawicze
Żyły tchawicze (łac. venae tracheales) – w anatomii człowieka naczynia żylne zbierające krew z  tchawicy. Żyły z górnego (szyjnego) odcinka tchawicy uchodzą do żyły tarczowej dolnej i żyły tarczowej najniższej, a z dolnego (piersiowego) jej odcinka do układu żył nieparzystych i żyły piersiowej wewnętrznej. Drobne żyły tchawicze wpadają też bezpośrednio do żyły ramienno-głowowej.